# Suzuki GSX600F
La Suzuki GSX600F o Suzuki GSX600F Katana (EE. UU. y Canadá) es una motocicleta tipo turismo deportivo fabricada por Suzuki a finales de los 1980's parte de la línea de motocicletas GSX-F.  En el mercado de Norteamérica se le conoció como Katana a la serie de motocicletas GSX-F desde finales de los 1980s hasta el 2006. Sin embargo en Europa y otros mercados, las GSX600F, GSX750F y la GSX1100F son consideradas reemplazos directos de las GSX550E, GSX750E y la GSX1100E deportivas de turismo.  El rango GSX-F comprende 5 modelos básicos divididos en 2 áreas generales, la GSX1100F de 1988–1993 , seguida por la GSX600F de 1988–2006 y la GSX750F de 1998–2006, ambas fueron muy reestilizadas para el año de 1998.
Fanáticos malhablados de las  Katanas originales se refieren a los modelos GSX-F despectivamente como cafeteras (en inglés 'Teapots') por el perfil del carenado. Estos mismos modelos fueron ofrecidos en Europa, pero sin el nombre Katana. El nombre estuvo ausente de Europa desde 1986 hasta 1999 año en que salió a la venta la línea Katana de motonetas de 49cc/50cc.

## Historia
La GSX600F fue introducida en el evento motociclístico de París, "Salon Intrenational Du Motorcycle", en noviembre de 1987. Fue introducida como una deportiva de turismo. Tenía un motor de 16 válvulas con doble árbol de levas, caja de manual de 6 velocidades, chasis de doble cuna, 2 escapes con acabado negro, llantas de 17 pulgadas y 6 rayos, frenos de 2 discos adelante y disco sencillo atrás, carenado frontal y lateral de perfil continuo, suspensión trasera de mono-shock, asiento de pasajero separado del asiento del piloto y en desnivel. Venía en colores azul/blanco, rojo/blanco y negro.

## TSCC
Las cabezas del motor incorporan la tecnología de Suzuki llamada: Twin Swirl Combustion Chamber (TSCC) (Cámara de combustión con mezcla por 2 microciclones) para las motocicletas más deportivas de las series GSX en Japón, Europa, África, Australia, Nueva Zelanda, y muchos otros mercados, diferenciándose además de los modelos normales por tener 4 válvulas en el motor en lugar de las 2 de las versiones más sencillas.